# Zahn (Band)
Zahn ist der Name eines Instrumental-Musikprojekts aus Berlin.

## Geschichte
Die Band wurde im Jahr 2021 gegründet. Die Mitglieder sind Schlagzeuger Nic Stockmann, Bassist Chris Breuer und Gitarrist Felix Gebhard. Stockmann und Breuer spielen auch in der Noiserock-Formation Heads, Gebhard in der Live-Band von Einstürzende Neubauten.
Ihre erste Platte (Zahn) erschien 2021. Aufgenommen wurde die Musik von Peter Voigtmann in dessen Studio Die Mühle; er spielte auch Schlagzeug und Percussion. Die Covergestaltung übernahm Fabian Bremer, der auch als Gitarrist und am Synthesizer mitwirkte. Auch Alexander Hacke spielte Synthesizer ein. Wolfgang Möstl war als Gitarrist an einem Stück beteiligt, Sofia Salvo am Baritonsaxophon bei zwei Stücken. Als erste Single aus dem Album veröffentlichte die Band Tseudo.
Im Jahr 2023 wurde das Album Adria veröffentlicht. Auch dieses zweite Album wurde von Peter Voigtmann aufgenommen (im Studio Die Mühle in Gyhum), Magnus Lindberg übernahm das Mastering. Fabian Bremer war auch hier wieder für das Coverdesign zuständig, die Fotos stammen von Lupus Lindemann. Den Titel Idylle, der als erste Single aus dem Album vorgestellt wurde, widmete die Band Angelo Badalamenti.

## Diskografie
Alben
- 2021: Zahn (Crazysane)
- 2023: Adria (Crazysane)
- 2025: Seite E (Bandcamp, www.zahn3.bandcamp.com)